# Torneros del Bernesga
Torneros del Bernesga es una localidad española, perteneciente al municipio de Onzonilla, inserta en el área del Alfoz de León, en la Comunidad Autónoma de Castilla y León. 
Situado sobre la Presa del Bernesga que vierte sus aguas al Río Bernesga.
Los terrenos de Torneros del Bernesga limitan con los de Vilecha al norte, Castrillo de la Ribera al noreste, Marialba de la Ribera y Sotico al este, Alija de la Ribera al sureste, Villadesoto y Grulleros al sur, Viloria de la Jurisdicción al suroeste, Onzonilla al oeste y Ribaseca y Villacedré al noroeste.
Está situado a 10,3 kilómetros, a 16 minutos de la capital León (España).
Perteneció a la antigua Hermandad de Infantado.